# Bullerkobban
Bullerkobban är en ö i Finland. Den ligger i Bottenhavet och i kommunen Närpes i den ekonomiska regionen  Sydösterbotten i landskapet Österbotten, i den västra delen av landet. Ön ligger omkring 57 kilometer sydväst om Vasa och omkring 340 kilometer nordväst om Helsingfors.
Öns area är 2 hektar och dess största längd är 240 meter i sydväst-nordöstlig riktning.